# Nomioides pulcherrimus
Nomioides pulcherrimus là một loài Hymenoptera trong họ Halictidae. Loài này được Blüthgen mô tả khoa học năm 1925.